# Sezione a disco
La sezione a disco nell'universo fantascientifico di Star Trek è quella struttura facente parte della nave spaziale che è posta a prua e ha all'incirca la forma di un grande disco.
La sezione a disco è collegata alla sezione motori da una colonna, se le due sezioni devono rimanere separate, altrimenti può includere
parte o interamente la sezione motori, come nelle navi di Classe Miranda o di Classe Nebula.
Alcune navi, come quelle appartenenti alla Classe Defiant, appaiono completamente sprovviste di sezione a disco o, si potrebbe dire, la sezione a disco è completamente inglobata e compattata tra il gruppo sensori, i banchi phaser, le gondole di curvatura e i propulsori a impulso.
Vi sono navi inoltre che, come per la Classe Galaxy e la Classe Prometheus, hanno la possibilità di distaccare dalla sezione motori la sezione a disco, sia per motivi di sicurezza sia per motivi tattici (spesso infatti i civili presenti su una nave stellare vengono raggruppati sulla sezione disco che, separatasi dalla sezione motori, si dirige al sicuro, mentre la sezione complementare si dirige alla battaglia, o altra situazione pericolosa).
La sezione a disco, inoltre, costituisce sempre la parte della nave in cui risiede il ponte di comando e almeno un nucleo del computer, gli alloggi del personale di plancia e un arboretum, o giardino botanico.